# The Stalin
The Stalin, japanskt punkband, grundat 1980 i Tokyo. Bandets sångare var Michiro Endo (遠藤ミチロウ Endō Michirō).
Bandet splittrades 1985, men återförenades senare. Bandet upplös tes slutligen 1993. Michiro Endo fortsatte att ge ut skivor som soloartist till sin död 2019.

## Diskografi i urval
- Trash (1981)
- Stop Jap (1982)
- Mushi (1983)
- Fish Inn (1984)
- For Never double album (1985)
- Stalinism (1987)
- Minus One (1988)
- Joy (1989)
- Stalin (1989)
- Sakkin Barricade (1990)
- Street Value (1990)
- Live to be Stalin (1991)
- Kiseki no Hito (1992)